# Lebaniega (raza bovina)
La lebaniega es una raza extinta de la especie Bos taurus, autóctona del valle de Liébana en Cantabria, España.
Algunos autores consideran que tanto la lebaniega como la campurriana eran variedades de la tudanca, y para el experto bovino José María de Cossío, ambas pertenecían a la tudanca, y más que variedades diferentes, eran la misma raza pero con matices.

## Morfología
En general peso medio tendiendo a la elipometría y de formas recogidas. Cabeza más bien pequeña, con cuernos cortos, finos, dirigidos hacia arriba, blancos con las puntas negras. Línea dorsolumbar algo combada. Mamas de poco desarrollo. Grupa caída. Tercio posterior más alto que el anterior con el nacimiento de la cola alto. Capa predominantemente roja a avellana, con diversos grados de tonalidad. Mucosas ennegrecidas.
Decía Félix Gordón Ordás de esta raza:
Animales rústicos, sobrios y resistentes a las inclemencias de un clima de altura, ágiles y de pisada segura para trepar y sostenerse en los escarpados riscos de los Picos de Europa, se explota su leche para el sostenimiento de la familia y dejando que mamen directamente las crías. En la temporada [en] que los pastores fabrican el queso Picón ó Tresviso, las ordeñan para mezclar la leche con la de las ovejas y cabras, generalmente en la proporción de una tercera parte de leche de vaca y partes iguales de la procedente de las otras reses.
Los pastores de los Picos opinan que el queso picón que no lleva leche de vacas, no adquiere el veteado verdoso que lo caracteriza y que llaman acardanillear.
También se explotan como motores, para arrastrar por veredas y caminos de máxima pendiente las carretas que se usan en el país.

## Funcionalidad
Muy resistente y rústica. Se explotaba en régimen extensivo. Con un escaso rendimiento en leche y carne, se usaba para reproducción y para labores agrícolas y acarreo.

La leche de la vaca lebaniega, de alto tenor graso, se utilizaba mezclada con la de ovejas y cabras para fabricar el queso picón de Tresviso y Bejes, y para la fabricación de mantequilla.

En el Concejo de Espinama se utilizaban los toros para las peleas de toros, que se organizaban al principio de primavera, generalmente el Domingo de Pascua, entre los toros de los tres lugares del Concejo Pido, Espinama y Las Ilces.

## Distribución
Ocupaba la parte más occidental de Cantabria, desenvolviéndose en las estribaciones de los Picos de Europa.
En el municipio de Camaleño la vaca lebaniega se estabulaba en invierno en los invernales y pasaba el verano en los puertos de Áliva, Trulledes y Treviso.